# Albéric Taillefer de Toulouse
Guillaume Albéric Taillefer de Toulouse (né vers 1157, mort en 1183) est comte de Grenoble, comte de Viennois et un comte d'Albonde 1164 à 1183. Il était fils de Raymond V, comte de Toulouse, de Saint-Gilles, duc de Narbonne, marquis de Gothie et de Provence, et de Constance de France.
Il est marié en 1164 (à l'âge de sept ans) à Béatrice d'Albon (1161-1228), dauphine de Viennois et comtesse d'Albon, fille unique du dauphin Guigues V d'Albon et de Béatrice de Montferrat, et qui n'a elle-même que trois ans. Le père d'Alberic, marquis de Provence, cherche à nouer des alliances en Provence pour s'opposer à son rival, le barcelonais Raimond-Bérenger II, comte de Provence.
En 1167 c'est son oncle Alphonse de Toulouse, gouverneur du Dauphiné pour son neveu Albéric Taillefer, qui est en guerre contre Humbert III, comte de Maurienne, terminée par l'intervention de Pierre II de Tarentaise.
En 1180 Guillaume dit Taillefer, comte de Grenoble, pour l'âme du comte Guigues, son prédécesseur, donne aux frères de Tamié la localité de Cerno, au territoire de la Combe, et ce qu'il avait du pré Belmenger au territoire d'Avalon. 
En 1183, peu avant sa mort, Taillefer, comte de Viennois et d'Albon, donne à Saint Jean-Baptiste et aux frères de Durbon le pâturage pour leurs animaux, le libre passage dans ses domaines, il confirme en outre l'aumône de son père Raymond, duc de Narbonne, comte de Toulouse et marquis de Provence.
Albéric meurt en 1183, à 26 ans, sans postérité. Sa veuve, Béatrice d'Albon, se remarie le 1er septembre 1183 avec Hugues III, duc de Bourgogne.